# Ziziphus sarcomphalus
Ziziphus sarcomphalus är en brakvedsväxtart som först beskrevs av Carl von Linné, och fick sitt nu gällande namn av Marshall Conring Johnston. Ziziphus sarcomphalus ingår i släktet Ziziphus och familjen brakvedsväxter. Inga underarter finns listade i Catalogue of Life.